# Saint-André-de-Roquepertuis
Saint-André-de-Roquepertuis település Franciaországban, Gard megyében. Lakosainak száma 576 fő (2022. január 1.). Saint-André-de-Roquepertuis Cornillon, Goudargues, Issirac, Méjannes-le-Clap és Montclus községekkel határos.

## Népesség
A település népessége az elmúlt években az alábbi módon változott:
| Lakosok száma | 291  | 273  | 361  | 495  | 594  | 611  | 594  | 589  | 590  | 576  |
|               | 1968 | 1982 | 1990 | 2006 | 2013 | 2015 | 2017 | 2019 | 2020 | 2022 |